# Николас Лапровитола
ḛ
Николас Лапровитола (шп. Nicolás Laprovíttola; Морон, 31. јануар 1990) аргентински је кошаркаш. Игра на позицији плејмејкера, а тренутно наступа за Барселону.

## Клупска каријера
Каријеру је почео у аргентинском Ланусу у којем је играо до 2013. када прелази у бразилски Фламенго. Са екипом Фламенга је освојио Интерконтинентални куп 2014. године након што је у финалу савладан Макаби Тел Авив. Лапровитола је освојио награду за МВП-ја овог такмичења, а поред овог трофеја са Фламенгом је освојио и два првенства Бразила с тим што је у освајању друге титуле био проглашен и за МВП-ја финала.
У августу 2015. долази у Европу и потписује уговор са Лијетувос ритасом. У литванском клубу се задржао до 31. децембра исте године када раскида уговор и прелази у Естудијантес до краја сезоне.
У септембру 2016. је потписао уговор са Сан Антонио спарсима. У екипи Сан Антонија се задржао до 27. децембра 2016. када је отпуштен. Наступио је на 18 утакмица у НБА лиги, током којих је просечно бележио 3,3 поена и 1,6 асистенција за 9,7 минута на терену. У јануару 2017. потписује уговор са Басконијом до краја сезоне.
У јулу 2017. је потписао једногодишњи уговор са Зенитом. У руском клубу се задржао до јануара 2018. када прелази у Хувентуд са којим потписује уговор до краја сезоне. У јулу 2018. године је потписао нови једногодишњи уговор са Хувентудом. У дресу Хувентуда је током сезоне 2018/19. просечно бележио 17,2 поена по утакмици уз 6,5 асистенција па је добио награду за најкориснијег играча АЦБ лиге.
У јулу 2019. је потписао двогодишњи уговор са Реал Мадридом. У Реалу је остао до краја уговора и учествовао је у освајању једног Купа и два Суперкупа Шпаније. У јулу 2021. је потписао двогодишњи уговор са Барселоном.

## Репрезентација
Са репрезентацијом Аргентине је освојио сребрну медаљу на Светском првенству 2019. у Кини. Такође има и три медаље са Америчких првенстава, две сребрне и једну бронзану.

## Успеси

### Клупски
- Фламенго:
  - Интерконтинентални куп (1): 2014.
  - Првенство Бразила (2): 2013/14, 2014/15.

- Реал Мадрид:
  - Куп Шпаније (1): 2020.
  - Суперкуп Шпаније (2): 2019, 2020.

- Барселона:
  - Куп Шпаније (1): 2022.

### Појединачни
- Најкориснији играч Првенства Шпаније (1): 2018/19.
- Најкориснији играч Интерконтиненталног купа (1): 2014.

### Репрезентативни
- Светско првенство:
  -  2019.
- Америчко првенство:
  -  2015, 2017.
  -  2013.

- Панамеричке игре:
  -  2019.